# 沖電設計
沖電設計株式会社（おきでんせっけい）は、沖縄県浦添市牧港に本社を置く沖縄を基盤とする建設コンサルタント会社。沖縄電力の連結子会社。

## 沿革
- 1994年5月10日 - 設立。
- 2002年3月 - ISO 9001認証取得。
- 2009年6月 - 沖電設計から、沖縄エネテックへ社名変更。